# John Downing (photographe)
Pour les articles homonymes, voir John Downing.
John Downing est un photojournaliste britannique, né le 17 avril 1940 à Llanelli au pays de Galles, et mort le 8 avril 2020.

## Biographie
John Downing naît le 17 avril 1940 à Llanelli au pays de Galles. Il est l’ainé de quatre garçons. Son père, Kenneth Downing, ancien sergent des Royal Marines, est instituteur et sa mère, Glenys (née Jones), infirmière. La famille déménage dans le sud de Londres, et John fait ses études secondaires à la Aristotle Secondary Boys School à Clapham.
Il commence sa carrière comme apprenti au laboratoire photo du Daily Mail de 1956 à 1961. Il travaille ensuite pour le Daily Express en tant que pigiste de 1962 à 1964 puis comme photographe titulaire de 1964 à 2001. Il devient chef du service photo de ce quotidien en 1985.
Entre autres évènements du 20e siècle, il couvre les guerres au Vietnam, en Bosnie, en Afghanistan, au Rwanda (…) et la catastrophe de Tchernobyl.
John Downing est le seul photographe présent au Grand Hôtel de Brighton lorsque l’Armée républicaine irlandaise tente d’assassiner Margaret Thatcher au cours d’un attentat à la bombe le 12 octobre 1984.
Il est récompensé à trois reprises par un World Press Photo et à sept reprises par un British Press Photographer of the Year. Il est nommé membre de l’Empire britannique  pour « services rendus au journalisme » en 1992 et membre d’honneur de la Royal Photographic Society en 2011.
En 1984, il fonde la British Press Photographers Association. En 2001, il prend sa retraite du Daily Express dont il a dirigé le service photo pendant 38 ans et devient photographe indépendant. Marié à Barbara Gregory puis Jeannette Claes dont il divorce, il épouse en 2007, la pianiste Anita D’Attellis.
John Downing meurt le 8 avril 2020 des suites d’un cancer, à l’âge de 79 ans.

## Ouvrage
- Legacy, The Bluecoat Press, 2019,  (ISBN 978-1908457554).

## Prix et récompenses
- 1977, 1979, 1980, 1981, 1984, 1988, 1989 : British Press Photographer of the Year.
- 1972 : World Press Photo, General News, 2e prix, pour la photo A nurse in a Pakistani refugee camp near Calcutta[6].
- 1978 : World Press Photo, General News, 3e prix, pour la série A memorial service in Christ Church for Elvis Presley[7].
- 1981 : World Press Photo, Photo Sequences, Stories, mention honorable, pour la séquence The Boot boys[8].

## Distinctions
- Membre de l’ordre de l’Empire britannique pour « services rendus au journalisme » (1992)[5].
- Membre d’honneur de la Royal Photographic Society (2011).

### Portfolio
- (en) From Chernobyl to the Brighton bombing: the photography of John Downing, sur le site The Guardian 15 juin 2019.

### Vidéogramme
- (en) « A Life Behind The Lens - John Downing MBE », INP Media, 2016, 31 min